# A/UX
A/UX — Перша UNIX-подібна операційна система, що розроблялася компанією Apple Computer для комп'ютерів Macintosh у 1980-1990-х роках. Вимагала для роботи математичного співпроцесора і блоку MMU для керування сторінками пам'яті. Запускалася, зокрема, на машинах Macintosh II, SE/30, Quadra і Centris. Вперше випущена у 1988-му, остання версія  (3.1.1) — у 1995-му. A/UX не має стосунку до сучасної MacOS X.
Базою для A/UX слугувала UNIX System V Release 2.2, з деякими іноваціями, портованими з System V Release 3 і 4, а також з BSD версій 4.2 і 4.3. Система була POSIX і SVID сумісною, і починаючи з версії 2 підтримувала стек TCP/IP.